# Expletive Delighted
Expletive Delighted je patnácté studiové album anglické folkrockové skupiny Fairport Convention. Vydáno bylo v srpnu roku 1986 společností Woodworm Records. Jde o jediné zcela instrumentální album kapely. Na obalu je uvedeno, že se uvnitř nachází přiložený list s texty písní, který se zde však nenachází (písně nemají texty). Kromě tehdejších členů kapely se na albu podílel také Richard Thompson, jeden z jejích zakladatelů, který v roce 1971 odešel.

## Seznam skladeb
1. The Rutland Reel/Sack the Juggler - 3:20
2. The Cat on the Mixer/Three Left Feet - 3:37
3. Bankruptured - 3:04
4. Portmeirion - 5:21
5. Jams O'Donnell's Jig - 2:48
6. Expletive Delighted - 1:55
7. Sigh Beg Sigh Mor - 7:18
8. Innstuck - 2:08
9. The Gas Almost Works 1:58
10. Hanks for the Memory - 4:38
  1. Shazam!
  2. Pipeline
  3. Apache
  4. Peter Gunn

## Obsazení
- Maartin Allcock – kytara, buzuki, mandolína
- Jerry Donahue – kytara
- Dave Mattacks – bicí, perkuse, klávesy
- Simon Nicol – kytara
- Dave Pegg – baskytara, mandola
- Ric Sanders – housle
- Richard Thompson – kytara